# Georg von Dillis
Georg von Dillis (Johann Georg von Dillis)  né le 26 décembre 1759 à Grüngiebing (aujourd'hui Dorfen, en Haute-Bavière), et  mort le 28 septembre 1841 à Munich, est un peintre, dessinateur, graveur à l'eau-forte, allemand. Directeur des galeries royales de Bavière il a contribué à faire de Munich et de sa pinacothèque un centre artistique renommé.

## Biographie
Le père de Dillis est garde forestier. Dillis, après des études de philosophie et de théologie est ordonné prêtre en 1782. Il a deux frères qui seront également peintres : Ignaz et Johann Cantius.  Il suit les cours de l'Académie de Munich. En 1786 il renonce à la prêtrise. Il donne des cours particuliers à la cour et à des familles aristocratiques. En 1790 il devient inspecteur de la galerie de peintures de Hofgarten. Il fait de nombreux voyages en Italie, en Autriche, en Suisse, en France. Au printemps 1818 Dillis séjourne à Rome en compagnie du prince Louis de Bavière à la villa Malta.Il achète des œuvres d'art pour le compte de ce dernier.  Devenu directeur des galeries royales de Bavière Il organise la pinacothèque de Munich, inaugurée en 1836.

## Œuvres
Paysages de sa commune natale :
- Paysage avec un pont qie passe une femme à cheval (1771)
- Giebing ,vue du village (1793)
- Giebing, la maison du garde forestier (1793)
- Vues de forêts (1793)
- Les deux chasseurs
- Une cascade (1801)
- Vue de Saint-Pierre de Rome 1818 : l'originalité de cette peinture réside en particulier dans le cadrage retenu.

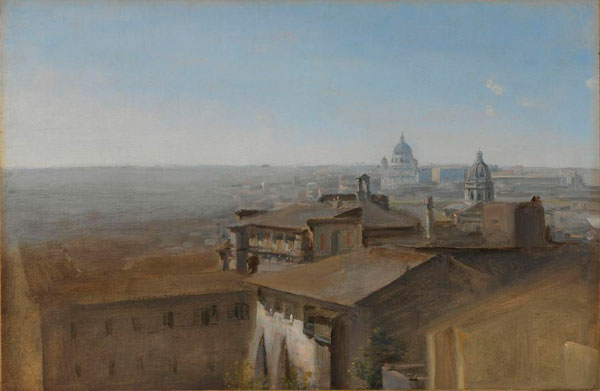
Vue de Saint-Pierre de Rome 1818
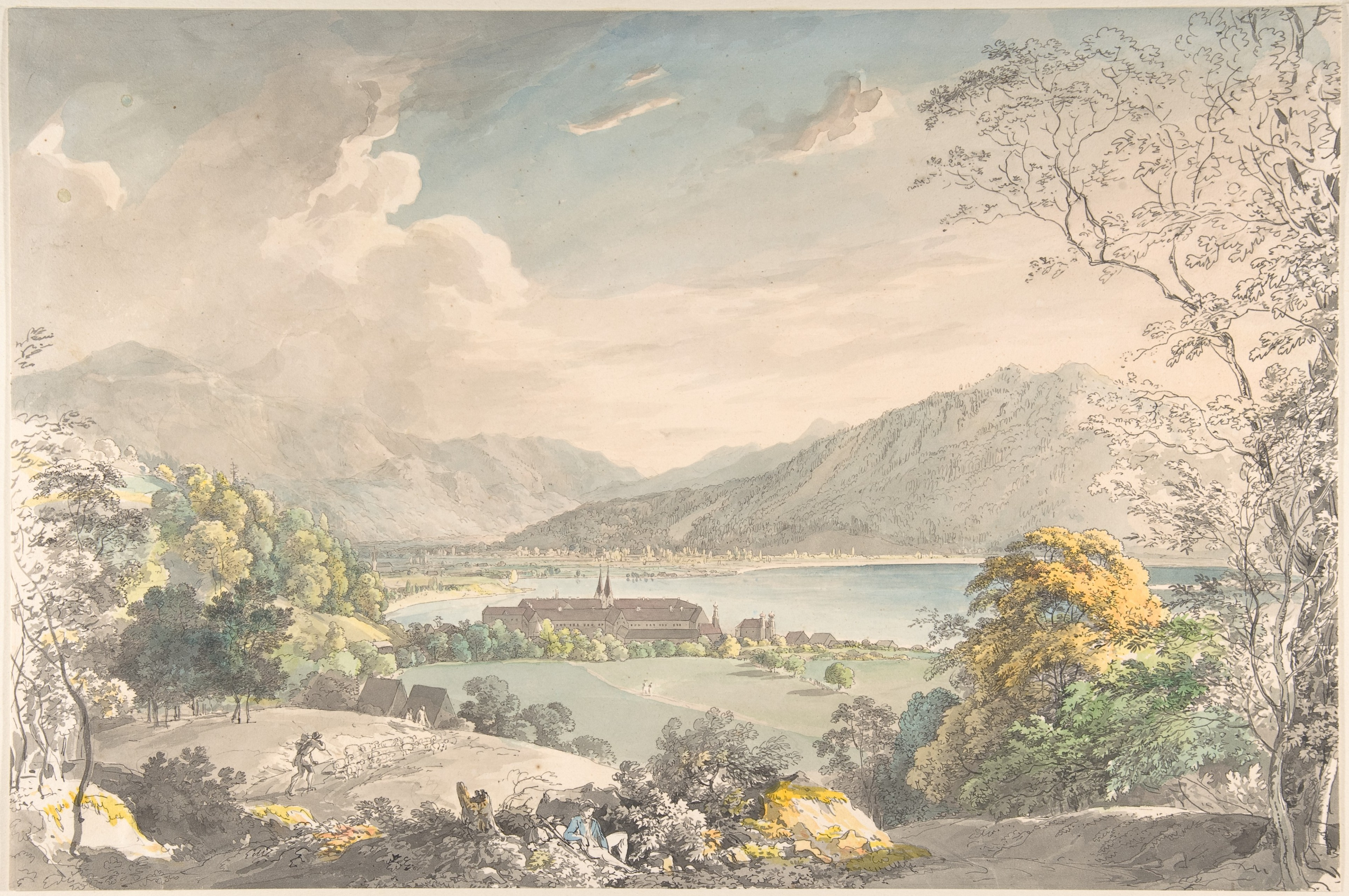
Vue du monastère de Tegernsee
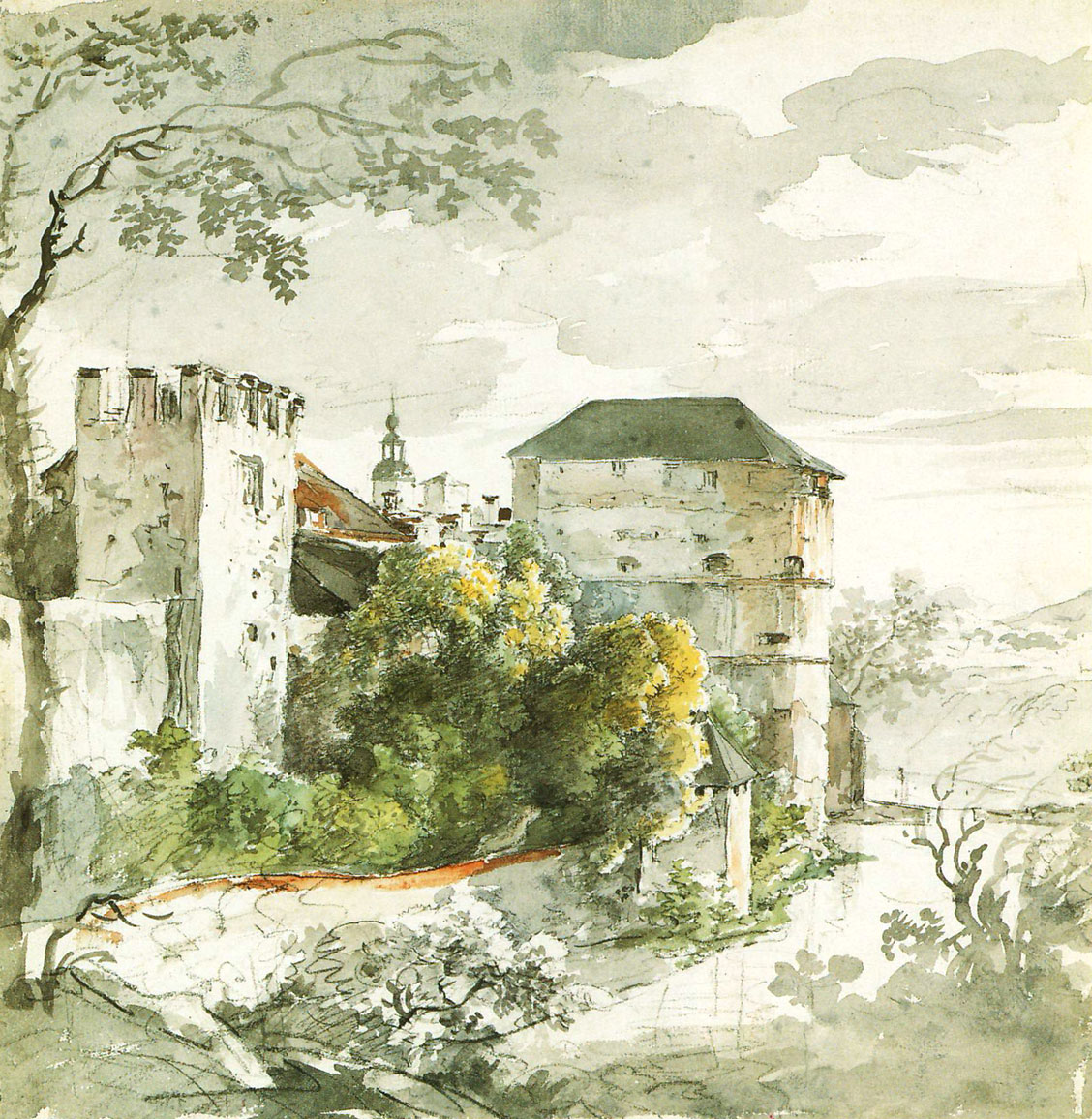
La tour Harlaching (1796)
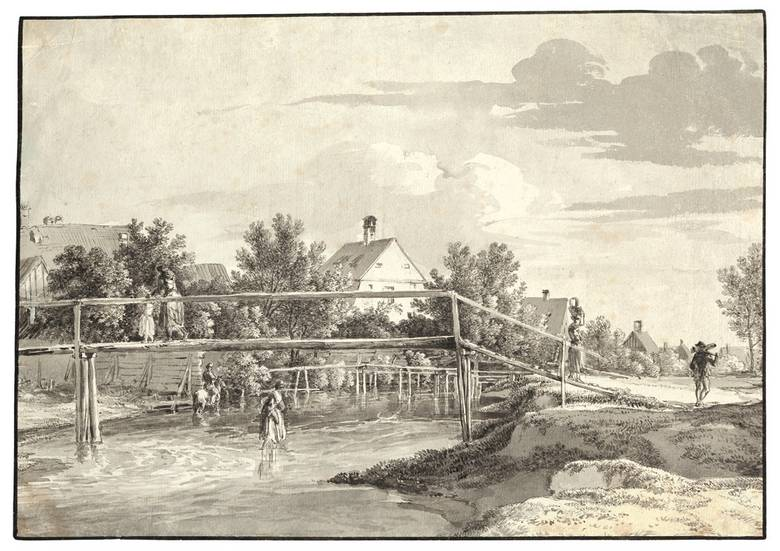
Pont sur un ruisseau dans la banlieue de Munich. Pinceau, plume  et crayon sur papier. 1806
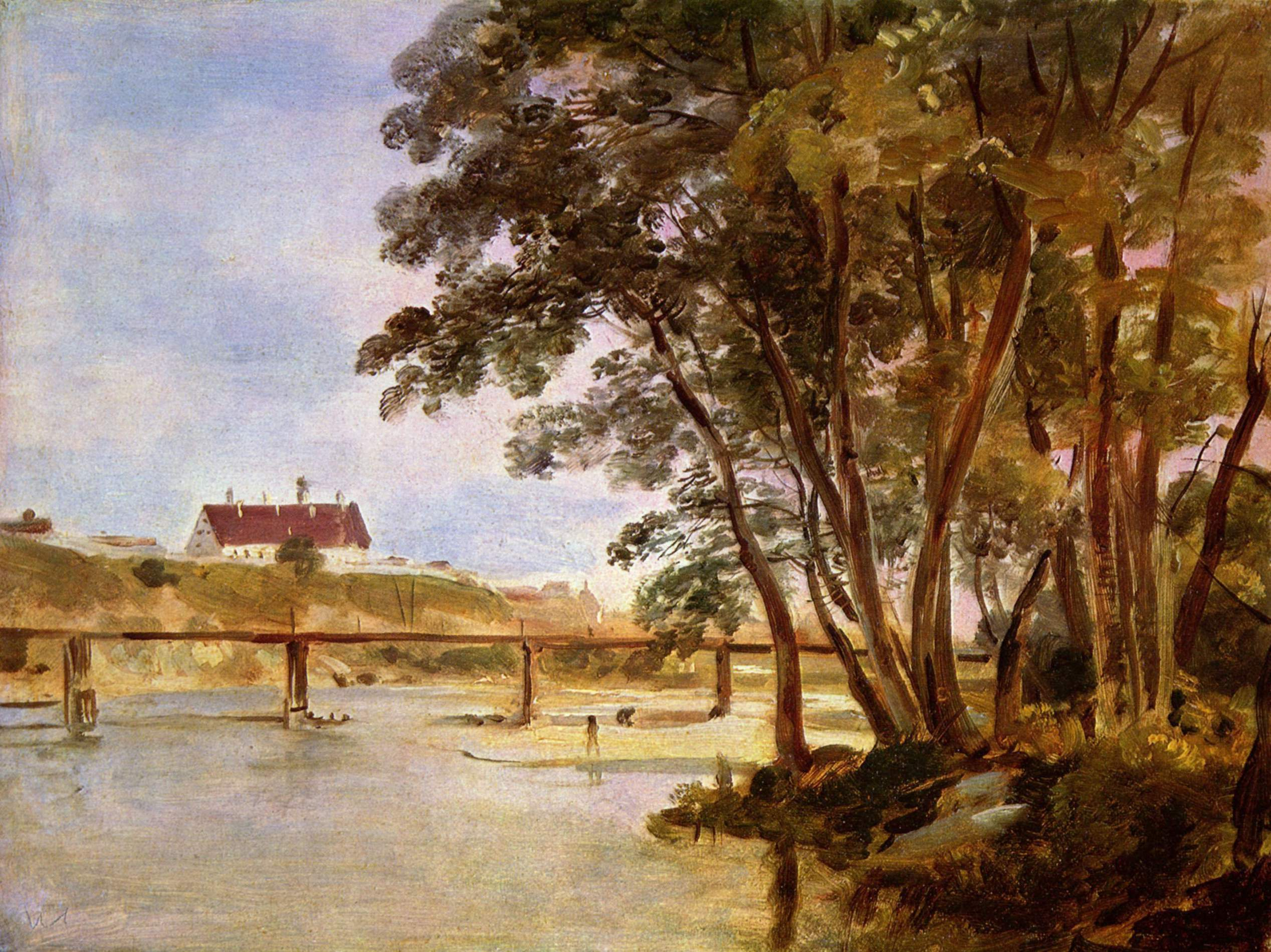
Huile sur toile (après 1800)

## Publications
Catalogue des tableaux de la Pinacothèque royale à Münich : catalogue publié simultanément en allemand et en français 1845 348 p.